# Міяли (Байганінський район)
Міяли́ (каз. Миялы) — село складі Байганінського району Актюбінської області Казахстану. Адміністративний центр Міялинського сільського округу.
Населення — 405 осіб (2021; 549 у 2009, 599 у 1999, 724 у 1989).